# José Mariano da Conceição Vellozo
José Mariano da Conceição Vellozo (São José do Rio das Mortes, 1742 – Rio de Janeiro, 14 luglio 1811) è stato un botanico brasiliano.

## Biografia
Nell'ultimo decennio del XVIII secolo, all'Università di Coimbra, contribuì alla catalogazione di minerali e alla traduzione in portoghese di terminologie agricole.
I suoi significativi contributi alla classificazione di nuove specie botaniche autoctone del Brasile sono riconoscibili dalla sigla Vell..

## Opere
- Plantarum Cryptogamicarum Britanniae Lusitanorum Botanicorum (1800)
- Florae Fluminensis (1825–27; 1831)[2]
- O Fazendeiro do Brasil (1798–1806)

| Vell. è l'abbreviazione standard utilizzata per le piante descritte da José Mariano da Conceição Vellozo. Consulta l'elenco delle piante assegnate a questo autore dall'IPNI. |